# Мишо-Шеври, Люсетт
Люсетт Мишо-Шеври (фр. Lucette Michaux-Chevry; 5 марта 1929[…], Сен-Клод — 9 сентября 2021[…], Гурбер) — французская государственная и политическая деятельница, которая занимала должность председателя регионального совета заморского департамента Гваделупы с 1992 по 2004 год. Имела прозвище «Железная леди Карибского моря», так как долгое время управляла департаментом.

## Жизнь и работа
Родилась в 1929 году в Сен-Клоде (Гваделупа), была четвертой из десяти детей. Закончила юридический факультет Парижского университета.
Стала первой женщиной Гваделупы, поступившей на государственную службу Франции, одержав победу на выборах в 1959 году и став муниципальным советником в городе Сен-Клод. Выиграла всего через восемь дней после рождения сына.

### Политические достижения
Будучи членом Социалистической партии, поддержала кандидата в президенты Франции Валери Жискар д’Эстена в 1981 году. Впервые была избрана на пост председателя регионального совета в 1992 году, затем переизбрана в январе 1993 года и в 1995 году. Также являлась мэром Бас-Тера. В 1995 году была избрана в Сенат Франции, а также в 1995 году президент Жак Ширак назначил её своим советником.
Согласно некрологу в Le Monde, она не покинула родную Гваделупу, где занимала ряд государственных должностей почти до конца жизни: трижды была мэром (Гурбера, затем Бас-Тера), дважды сенатором (с 1995 по 2011 год), дважды депутатом (с 1986 по 1993 год) и дважды председателем региона (с 1992 по 2004 год). В январе 2019 года подала в отставку с поста председателя агломерационного сообщества Гран-Суд-Кариб и в возрасте почти 90 лет объявила о завершении своей политической карьеры.
Однако она не ушла из политики полностью. После того как объявила об отставке в 2019 году, она сохранила за собой должность заместителя мэра Бас-Тера. В то время мэром была её дочь Мари-Люс Пеншар.

### Личная жизнь
В молодом возрасте вышла замуж за печатника Анри Мишо, но овдовела, когда двое её детей были ещё маленькими.
Её дочь, Мари-Люс Пеншар, стала министром при президентстве Николя Саркози и тоже сделала карьеру в местной и национальной политике.

### Смерть
Умерла 9 сентября 2021 года в своём доме в Гурбере от рака горла в возрасте 92 лет.